# پتالومیرمکس
پتالومیرمکس (نام علمی: Petalomyrmex) نام یک سرده از تیره مورچه است. این گونه شباهت نزدیکی با آفومومیرمکس دارد.